# Amandine Beyer
Pour les articles homonymes, voir Beyer.
Amandine Beyer (née le 17 novembre 1974 à Aix-en-Provence) est une violoniste, cheffe d'orchestre et professeure de musique classique française, spécialiste de la musique baroque.

## Biographie
Amandine Beyer commence à quatre ans l'apprentissage du violon et de la flûte à bec au conservatoire de sa ville natale. Elle entre au Conservatoire national supérieur de musique et de danse de Paris, où elle obtient en 1994 un premier prix dans la classe de violon de Sylvie Gazeau. En 1995, elle est admise dans la classe de violon baroque de Chiara Banchini à la Schola Cantorum de Bâle, où elle obtient en 1999 le diplôme de soliste. Parallèlement, elle entreprend des études de musicologie conclues par un mémoire de maîtrise sur Karlheinz Stockhausen.
Dès 1998, elle joue régulièrement au sein de l'Ensemble 415 (sous la direction de Chiara Banchini), La Capella Reial de Catalunya (sous la direction de  Jordi Savall), Les Cornets noirs, Le Concert Français, L’Academia Montis Regalis, L'Assemblée des Honnestes Curieux avec lesquels elle a remporté le Prix Bonporti de Rovereto en 1998 et enregistré plusieurs disques récompensés par la critique.
Depuis 2000, elle se produit régulièrement en soliste dans les festivals et salles de concerts du monde entier, avec Pablo Valetti (de) et les ensembles Café Zimmermann et Stylus Phantasticus, La Fenice (Jean Tubéry), avec le claveciniste Pierre Hantaï, ainsi qu'avec Edna Stern au piano-forte.
En 2001, elle remporte le concours de violon baroque Antonio Vivaldi de Turin. La fondation de son ensemble Gli Incogniti (Les Inconnus) en 2006, a connu un premier grand succès avec l'enregistrement de plusieurs concertos inédits ou reconstitués de Jean-Sébastien Bach. En 2008, leur enregistrement des Quatre-Saisons de Vivaldi est également un succès public et critique.
Amandine Beyer était professeur au stage de musique baroque de Barbaste et professeur à la Escola Superior de Música e das Artes do Espectaculo de Porto. En septembre 2010 elle a succédé, avec Leila Schayegh, à Chiara Banchini comme professeur de violon baroque à la Schola Cantorum de Bâle,.
En 2013, elle interprète sur scène la Partita pour violon seul nº 2 de Bach pour le ballet de danse contemporaine Partita 2 créé par la chorégraphe belge Anne Teresa De Keersmaeker en collaboration avec Boris Charmatz.
Avec plusieurs collègues musiciens elle figure parmi les créateurs du Kitgut Quartett, qui joue depuis 2015 sur instruments d’époque et cordes en boyaux, surtout de la musique de la deuxième moitié du XVIIIe siècle.

## Discographie
Amandine Beyer a enregistré pour les labels Alpha, Erato, Harmonia Mundi, Mirare, Opus 111 et Zig-Zag Territoires.
- 2004 : Haendel, Sonatas in several parts avec L'assemblée des Honnestes Curieux (Zig-Zag Territoires).
- 2004 : O Dilectissime Jesu œuvres de Giovanni Legrenzi avec Les Cornets Noirs et Monika Mauch (en) soprano (Label ORF)
- 2005 : CPE Bach, Sonates pour violon et clavier Edna Stern, pianoforte (Zig-Zag Territoires).
- 2005 : Chaconne : Œuvres de Bach, Brahms, Busoni et Lutz avec Edna Stern, pianoforte (Zig-Zag Territoires)
- 2006 : Rebel, Sonates pour violon et basse continue, L'assemblée des Honnestes Curieux (Zig-Zag Territoires).
- 2007 : Bach, Concertos inconnus et reconstructions, Gli Incogniti (Zig-Zag Territoires).
- 2008 : Vivaldi, Concertos op.8, avec Gli Incogniti (Zig-Zag Territoires).
- 2009 : Œuvres de Nicola Matteis avec Gli Incogniti (Zig-Zag Territoires)[5].
- 2010 : Rosenmüller, Beatus Vir (Motets et Sonates) (Zig-Zag Territoires)
- 2011 : Bach, Pisendel, Sonates et Partitas BWV1001-1006 (Zig-Zag Territoires)[6]
- 2012 : Division-Musick : L'art de diminution en Angleterre au XVIIe siècle (Ramée 1204)
- 2012 : Vivaldi sélection de concertos « Nuovo Stagione », Gli Incogniti
- 2013 : Corelli - Intégrale des Concerti Grossi - Gli Incogniti (Zig-Zag Territoires)
- 2014 : Couperin - Les Apothéoses de Lully et de Corelli - Gli Incogniti (Harmonia Mundi)
- 2015 : Keiser - Passion selon Saint-Marc, Markuspassion - Ensemble Jacques Moderne - Amandine Beyer - Gli Incogniti - Joël Suhubiette (Mirare)[7]
- 2015 : Vivaldi, Il teatro alla moda (concertos théâtraux) - Gli Incogniti (Harmonia Mundi)
- 2016 : Pachelbel, Das Wetter im Aprilen, 6 Parthien extraits de Die Musikalische Ergötzung et  Strophenlieder, avec Gli Incogniti et Hans Jörg Mammel (ténor) (Harmonia Mundi)
- 2017 : Vivaldi, Concerti per due violoni, avec Giuliano Carmignola et Gli Incogniti (Harmonia Mundi)
- 2020 : Tis too late be wise, œuvres de Haydn, Purcell, Locke et Blow, avec le Kitgut Quartett (Harmonia Mundi)
- 2022 : Heinrich Biber, Sonates du Rosaire (Harnonia Mundi HMM90271213)